# Bożidar Widoeski

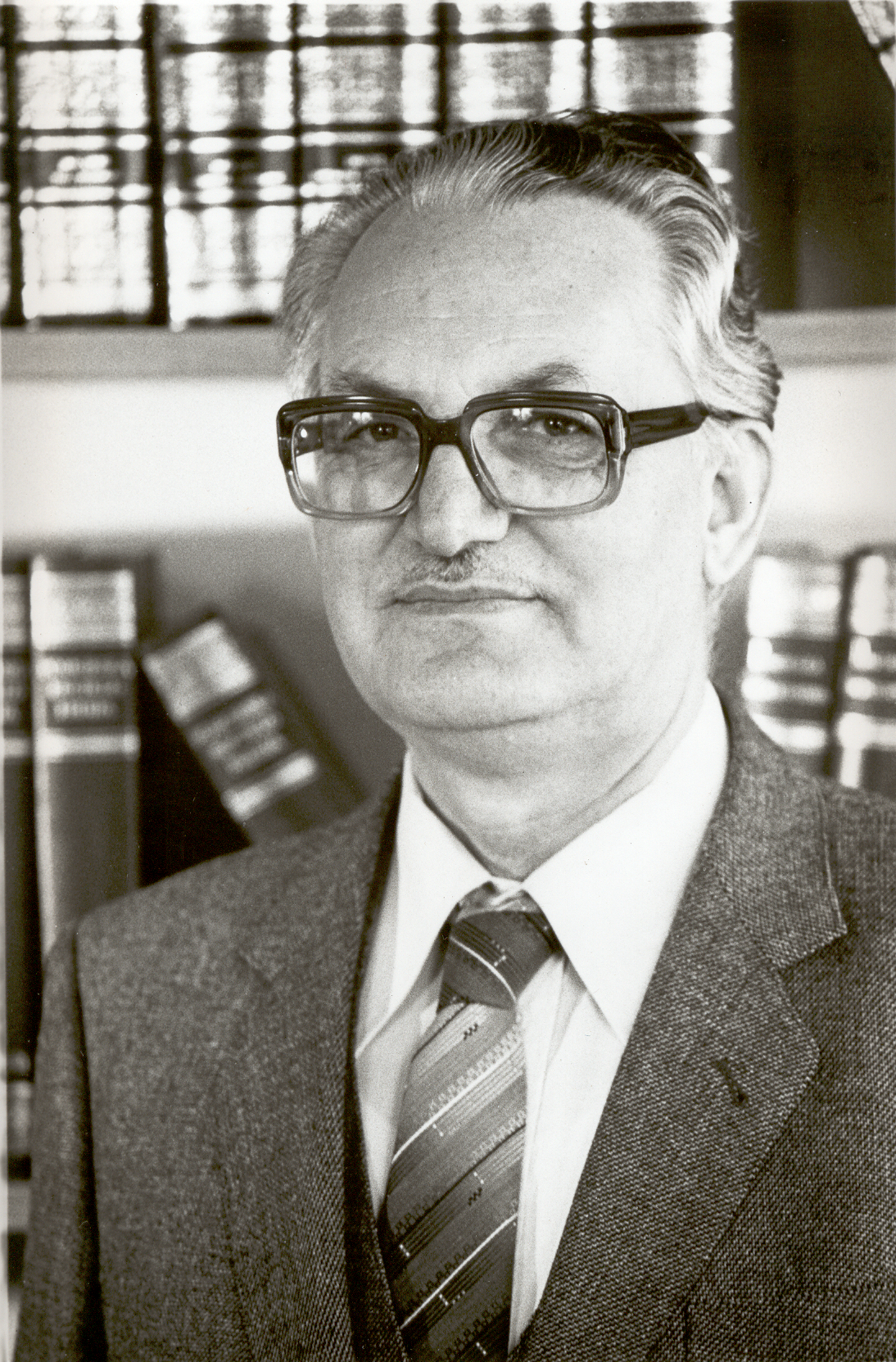
Bożidar Widoeski

Bożidar Widoeski (mac. Божидар Видоески; ur. 1920 w Zweczanie, gmina Makedonski Brod, zm. 16 maja 1998) – macedoński językoznawca, slawista, profesor. 

## Życiorys
Od 1961 profesor uniwersytetu w Skopje. Od 1969 członek Macedońskiej Akademii Nauk i Sztuk. Od 1994 członek PAU. Zasłużony dla polsko-macedońskich kontaktów kulturowych. Tworzył prace z fonologii, słowotwórstwa, dialektologii, onomastyki, m.in.: Porečkiot govor (1950), Makedonskite dijalekti vo svetlinata na lingvisticěskata geografija (1962), Studia lingvistica polono-jugoslavica (1982), Polski-macedoński. Gramatyka konfrontatywna (1984, wspólnie z Zuzanną Topolińską), Słownik polsko-macedoński i macedoński-polski (1990), wspólnie z Topolińską i Włodzimierzem Pianką. B. Widoeski ponadto otrzymał tytuł doktora honoris causa Uniwersytetu Śląskiego w Katowicach. Był także twórcą drugiej macedońskiej encyklopedii Enciklopedija na selata vo Republika Makedonija.